# Орловское (Донецкая область)
Орло́вское (укр. Орлівське) — село, входит в состав Чермалыкского сельского совета Волновахского района Донецкой области, до 11 декабря 2014 года входило в Тельмановский район.
Код КОАТУУ — 1424881202. Население по переписи 2001 года составляет 370 человек. Почтовый индекс — 87100. Телефонный код — 6279.

## История
В 2014 году село переподчинено Волновахскому району.
18 октября 2014 в бою в районе села Орловское Тельмановского района Донецкой области 18-й батальон 28-й отдельной механизированной бригады Сухопутных войск Украины потерял четырёх военнослужащих убитыми.

## Местный совет
87142, Донецкая область, Волновахский район, с. Чермалык, ул. Ленина, 38; тел. 2-32-31.